# 云井站 (京畿道)
雲井站（：／ Unjeong yeok */?）是京义线的一座地面車站，位於韓國京畿道坡州市野塘洞，有首都圈電鐵京義·中央線列车经停。

## 車站結構
站體為2面4線雙島式月台的地面車站，候車月台設有月台幕門，整體建築為跨站式站房構造。

### 月台配置
| ↑ 野塘          |
| １２ \| ３４ \| |
| 金陵 ↓          |

| 月台 | 路線                   | 目的地                     |
| ---- | ---------------------- | -------------------------- |
| 1、2 | ●首都圈電鐵京義·中央線 | 一山、首爾、龍門、砥平方向 |
| 3、4 | ●首都圈電鐵京義·中央線 | 文山方向                   |

## 车站周边
- 坡州交河新都市

## 历史
- 1956年5月11日 - 落成使用。
- 1988年1月1日 - 货运列车停止停靠本站。
- 2009年7月1日 - 首都圈电铁京义线开始使用本站。